# Luis Megino
Luis Megino Grande (Madrid, 1940) es un productor y guionista de cine español. 

## Biografía
En 1964, se licencia en Derecho por la Universidad de Madrid (1964), Ciencias Empresariales por la ICADE (1965) y en Comercio Exterior por la Cámara de Comercio de Madrid (1966). A pesar de ello, lo deja todo para matricularse en la Escuela Oficial de Cine, donde en 1971 se titula en producción. Durante su estancia en la Escuela Oficial de Cinematografía, trabaja en más de 200 spots, una veintena de documentales y varios cortometrajes de ficción.
Poco después, él junto a Francesc Betriu fundaron la productora In-Scram, que produjo los primeros trabajos de Jaime Chávarri, José Luis García Sánchez y Manuel Gutiérrez Aragón, al mismo tiempo que trabajaba para El Iman de José Luis Borau y fue productor ejecutivo de Mi querida señorita (1971) de Jaime de Armiñán. En 1972 fundó su propia productora, Luis Megino P.C, con las que produjo Hay que matar a B. (1973) de José Luis Borau, Colorín, colorado (1976) de García Sánchez, y El corazón del bosque (1979), Maravillas (1980), Demonios en el jardín (1982), La noche más hermosa (1984), La mitad del cielo (1986) y Malaventura (1988) de Gutiérrez Aragón. En 1990 se alejó de la producción y se trasladó a vivir a las Islas Canarias, donde ha impartido clases de teoría y práctica del Arte Moderno y Contemporáneo, en les disciplines de Pintura y Fotografía en la UNED. También ha sido de jurado en algunos certámenes de cine internacional.
En enero de 2011 recibe la Gran Medalla de Oro de la Industria Audiovisual, concedida por EGEDA por la excelencia de su trayectoria profesional.

## Filmografía
Como guionista
- El corazón del bosque (1979)
- Maravillas (1981)
- Demonios en el jardín (1982)
- La noche más hermosa (1983)
- La mitad del cielo (1986)

Como productor
- 1971 - Mi querida señorita, de Jaime de Armiñán.
- 1973 - Corazón solitario, de Francesc Betriu.
- 1973 - Hay que matar a B., de José Luis Borau.
- 1974 - Contra la pared, Bernardo Fernández.
- 1974 - El valle de las viudas, de Volker Vogeler.
- 1976 - Colorín, colorado, José Luis García Sánchez.
- 1977- Las truchas, de José Luis García Sánchez.
- 1979 - El corazón del bosque, Manuel Gutiérrez Aragón.
- 1980 - Maravillas, Manuel Gutiérrez Aragón.
- 1982 - Demonios en el jardín, de Manuel Gutiérrez Aragón.
- 1984 - La noche más hermosa, de Manuel Gutiérrez Aragón.
- 1986 - La mitad del cielo, de Manuel Gutiérrez Aragón.
- 1988 - Malaventura, de Manuel Gutiérrez Aragón
- 1991 - Huellas del paraíso, de Francisco J. Lombardi